# LUnix
LUnix (англ. little UNIX — маленька UNIX) — UNIX-подібна операційна система для Commodore 64 та Commodore 128, популярного у 1980-ті домашнього комп'ютера.

## Ресурси тенет
- Домашній майданчик тенет [Архівовано 11 березня 2021 у Wayback Machine.]